# THE 裁判員 〜1つの真実、6つの答え〜
『THE 裁判員 〜1つの真実、6つの答え〜』（ザ・さいばんいん ひとつのしんじつ、むっつのこたえ）は、2009年5月21日にディースリー・パブリッシャーから発売された、ニンテンドーDS用ゲームソフト。SIMPLE DSシリーズVOL.48。

## 概要
裁判員制度をメインテーマとしたゲーム。発売日は日本の裁判員制度の施行日。他の裁判員や裁判官を説得していき、「正しい判決」を得ることが目的である。
主人公は幽霊であり裁判員の1人に憑依してゲームが進行する。ゲーム雑誌「GAME SIDE」（2009年6月号）掲載の開発者インタビューによると、主人公の視点を通して裁判員制度を描きたいと思い、当初は毎年裁判員に選ばれる「くじ運のいい男」を主人公にすることも検討したが、それでは最短でも5話を終えるのに4年かかってしまうため、このような設定になったという。
超自然的手段により裁判開始時点で有罪・無罪は判明しているため、事件の真相を推理することよりも、被告人や裁判員たちがなぜそのような主張をしているのかを解き明かすことに重点を置いた作りとなっている。

## あらすじ
ごく普通の人生を送っていた商社マン五條誠二は、ある日通り魔に刺され命を落とす。幽霊としてこの世に留まった五條は逮捕された自らを刺殺した犯人の裁判を傍聴するが、犯人は無罪となってしまう。彼は「間違った裁判」を憎むようになり、その後も幽霊として成仏できずにいた。
そんな中訪れた裁判所で、五條は閻魔大王の使いであるあの世の廷吏、ヤマヤマ4号に出会う。五條のこの世に留まる理由を悟ったヤマヤマは、裁判員裁判において五條を裁判員に憑依させ「間違った裁判」を「正しい裁判」に変えさせることで彼の成仏を画策し、五條もまた、裁判の歪みを正すため、裁判に参加していくようになる。

## 各エピソード
第一話 有罪を訴える被告人
幽霊となった五條誠二は、西東京裁判所102号法廷にてヤマヤマと出会う。そこでは裁判員裁判が開かれていた。危険運転致死罪で起訴された被告、山口 まつり（やまぐち まつり）は、罪を全面的に認めている。しかし、ヤマヤマの能力によって、彼女が嘘をついていることを知った五条は、「間違った裁判」になるのを防ぐことを決意する。
第二話 逆説得〜天文学的確率
銃器密輸の罪で逮捕された、貿易会社取締役の篠原 雄大（しのはら たけひろ）。彼は飄々とした態度で完全無罪を主張するが、ヤマヤマの能力で嘘をついていることがわかる。しかし、裁判員たちの心証は、何と全員が無罪に傾いている。「間違った裁判」を止めるため、五條は裁判員の一人に憑依し説得を試みるが、返ってくる答えはどこか支離滅裂。裁判員たちに隠された、それぞれの「事情」とは。
第三話 絶対固定量刑
外国軍を日本に率いた女革命家、久宝寺 千鶴子（くほうじ ちづこ）。外患誘致罪で起訴された彼女の裁判に、裁判員制度が適用されることとなった。ヤマヤマの能力で起訴事実を認める彼女の発言が本当であることを確かめられた。有名な事件の有罪を立証するだけだから、今回は余裕と思っていた五條。しかし外患誘致罪とは、量刑が死刑しかない罪であるため、死刑か無罪かの二者択一を迫られることとなる。
第四話 7人目の裁判員
第三話以来、目立った事件のない中行われた、通貨偽造罪の裁判員裁判。しかし、被告人・神田 敬太郎（かんだ けいたろう）が突如犯行を否認し始めたため、場は騒然となる。さらに裁判員の一人が急病で倒れ、補充と入れ替わることになる。その補充裁判員とは、かつて五條殺害の罪で起訴された、勝呂 真（すぐろ まこと）だった。
第五話 その、判決
第四話の事件後、勝呂は幼女殺害の罪で再び被告となった。担当弁護士、担当検事も五條のときと一緒。違うのは裁判員適用であることと、遺族参加型裁判であること。かつて殺された無念を晴らすべく、五條は必死に勝呂に呼びかけていく。

## 登場人物

### 主要人物
五條 誠司（ごじょう せいじ）
幽霊。笑っているような細い目が特徴。生前は商社の営業マンだった。2月の雪の夜に通り魔に襲われ、その命を落とす。天国行きが内定しているが、「間違った裁判」に対して恨みに近い感情を持っているために成仏できないでいる。裁判員に憑依し評議に参加することで、「間違った裁判」を防ぐために奮闘する。
大学時代に自主映画サークルに所属しており、その際知りあった後輩の春里望と交際していた。
ヤマヤマ4号
閻魔大王に仕えるあの世の官吏。ウサギのようでもありネコのようでもある左右非対称の奇妙な動物の姿をしている。五條の恨みを解消し、成仏させるために協力する。口がかなり悪く、裁判官や裁判員、被告人などにあだ名をつけるのが癖になっている。地上の人間が嘘をついているかどうかを見分ける能力がある。
勝呂 真（すぐろ まこと）
眼鏡をかけた、集団の中で存在が自然と希薄になる幽霊のような青年。五條を殺害した犯人とされ殺人容疑で逮捕されたが、無罪となった。五條がこの世に怨念を持つようになった元凶の一人。
第四話では補充裁判員の一人として登場し、五條の憑依する酒楽を「おじいちゃん」と呼び懐く一方で、他の裁判員をクズ呼ばわりするなど奇妙な言動が目立つ。
第五話では再び殺人の容疑で起訴される。

### 法曹関係者
秋月 芽衣子（あきづき めいこ）
左陪席を担当する西東京地方裁判所の裁判官。公式サイトではヒロインとして紹介されている。おっとりした性格で物腰も柔らかいが、あくまで一人の裁判官として厳然な態度で裁判に臨む。法廷では伊達メガネをかけている。傍聴マニアの間ではファンがついている。そのファンから付けられた愛称は「ニットーのめいこたん」。
土居 宗達（どい そうたつ）
西東京地方裁判所刑事第三部、部総括判事。五條が参加する裁判の裁判長を務める。厳格な人間であるが、部下には慕われているベテラン。迅速な裁判を目指す一方で、真相究明のためならいかなる労力も惜しまない。ヤマヤマからは「てっぺんハゲ」というあだ名をつけられている。
仙波 鉄哉（せんば てつや）
刑事第三部判事。右陪席を担当。性悪説を信奉する、常に眉間に皺を寄せる堅物。ヤマヤマからはむっつりパーマ呼ばわりされている。既婚者だが子はいない。
霊感がかなり強い人物で、五條が裁判員に憑依するたびに強烈な悪寒をおぼえる。
伊達上 直（だてがみ なお）
西東京地方裁判所書記官。いかなる時も冷静であり、傍聴人や裁判員への対応なども得意で、判事たちからは抜群の信頼を寄せられている。また、芽衣子とは個人的に親しい友人。帯刀という名の五年間同棲している恋人がいる。
加勢 憲悟（かせ けんご）
東京地検所属の検事。第一話、第四話、第五話で公判を担当。五條が殺された事件の担当検事でもある。正義感が非常に強く饒舌であり、法廷でも熱弁を発揮するが世間知らずな性格で中々成果が上がらないことも。祖父から三代続いて検事になっている。過去に裁判関係者から暴行されたことで足に怪我を負い、杖をついて歩いている。
野川 大輔（のかわ だいすけ）
東京地検所属の検事。第二話と第三話で公判を担当。加勢とは対照的に寡黙で慎重な性格であり、裁判員にもわかりやすい解説などの仕事ぶりは好評を得ている。加勢とは同僚であると同時に親友。
東 情太郎（あずま じょうたろう）
青森弁護士会所属のベテラン弁護士。第一話と第三話で被告人の弁護を担当。死刑反対派の人権派弁護士であり、性善説信奉者。被告人の利益のために最善を尽くす人物であり、たとえ被告人が起訴内容を認めていても疑問点があれば反論を厭わない。第一話では山口まつりが無罪だと資料を読んで確信し、東北から手弁当で弁護に訪れた。
村枝 里美（むらえだ さとみ）
弁護士。第二話と第四話で弁護を担当。国選弁護人としては最低クラスの人間で、ヤマヤマからは「ダメ弁」とつけられるほどであり、第二話では声が聞き取れなかったり突然のトラブルに動揺したりしていたが、第四話ではだいぶ改善され、被告人が公判で罪状認否をひっくり返したにもかかわらずその日の内に有力な証拠を集めてくるなど、それまでからは想像できない優秀さを発揮した。ゲーム中では詳しく語られていないが、民事裁判では非常に評価が高い人物。
島津 見城（しまづ けんじょう）
大阪在住の弁護士。第五話で弁護を担当。五條誠司殺害事件で勝呂の無罪を勝ち取った優秀な人物。関西地区ではテレビ番組にも出演するいわゆるタレント弁護士であり、様々な所にコネクションがある。

### 第一話の登場人物
山口 まつり（やまぐち まつり）
被告人。府中街道において飲酒運転の末家族連れの車と接触し母子を死なせたとして危険運転致死罪の容疑で起訴される。暗そうな雰囲気とは裏腹に元レディースで少年院に入った過去があり、出所してからは様々な職を転々としたのち、前歴を偽って現在の職場で派遣社員として働いていた。酒に酔うとしばしば暴走し、また追いつめられると言動が過激になる。
越後 孝一（えちご こういち）
裁判員。ブラック企業で働くサラリーマンであり、優柔不断な男。極度に緊張に弱く裁判中に意識レベルが著しく低下したため五條に憑依される。
町城に興味を抱かれ親しくなるが、食事のマナーが悪いという理由でフラれてしまった。
町城 安里（まちしろ あんり）
裁判員。メイド喫茶でバイトをしながら専門学校に通っており、裁判にもゴスロリ系メイド服で出席する。推理小説を読んでいるのか、中々頭の回転が速い。
越後に（正確には越後に憑依した五條に）興味を抱き食事に誘うが、上記の理由でフッている。
第五話で再び裁判員としてコスチュームを変えて登場する。
松園 正照（まつぞの まさてる）
裁判員。無職であり、典型的なネット型差別主義者で言葉の端々にネット用語がうかがえる。普段他人と議論することがないため、興奮剤のようなものを飲んで裁判に参加しているせいか言動が支離滅裂になりがち。
小山 昇（こやま のぼる）
裁判員。タイル工をしているが現役の暴走族で、被告人の山口に一目惚れしてしまう。言動は暴走気味であるが、結果として無罪に他者の心証を傾ける。
高野 朋子（たかの ともこ）
裁判員。元は少女漫画家だったが青年誌にサスペンス漫画を描いた所ヒットし、ドラマ化もされた。真面目に審理に臨む一方で質問には取材が混じることもある。
麻井 さくら（あさい さくら）
裁判員。暴力や事件とは無縁な人生を送ってきたごく普通の主婦であり、裁判には戸惑い気味。スキャンダラスな話題にはやたらと興味を示すゴシップ好き。
永瀬 達夫（ながせ たつお）
被告人が暴走した車の持ち主で、事件の際は同乗していた。山口の会社の上司であり、よき相談役であったとされる。
井伏 龍馬（いぶせ りょうま）
かつては大宝あきら（たいほう あきら）の芸名で演歌歌手をしていた老人。事件の目撃者。若干ボケており、秋月を自分の歌に出てくる「頼子」と勘違いしなぜか声援を送る。

### 第二話の登場人物
篠原 雄大（しのはら たけひろ）
被告人。エンターテイナーを自称する貿易会社日極貿易社長。銃などを密輸した罪で起訴される。
派手好きでフットワークが軽く、堅実な事業には飽きやすい。また、女好きで芸能人とのスキャンダルがある他、秋月や伊達上にもアプローチしていた。
家永 康（いえなが やすし）
裁判員。意識レベルが低下していたこともあり五條に憑依されるが、その後憑依されたまま意識を取り戻し意思の疎通が可能になる。
職業はコンビニのアルバイト。
郷原 庄三（ごうはら しょうぞう）
裁判員。事業で失敗し現在は無職の強面の男。何らかの理由で他の裁判員を抱き込み篠原を無罪にしようと持ちかけ、裁判を正しい判決に導こうとする家永（五條）を脅迫する。
ヤマヤマからつけられたあだ名は「だるまデブ」。
笹部 守（ささべ まもる）
裁判員。コーヒーショップ店長であり、本場の豆を使ったコーヒーの評判は高い。本人は温厚だが裁判には消極的。
梶倉 浩明（かじくら ひろあき）
裁判員。自らの発明品を販売する会社の社長。
三ツ橋 友紀（みつはし ゆき）
裁判員。独立を目指しているパティシエで、表参道に近々出店計画が持ち上がっている。怒りっぽい一方で頭の回転は速い。交際中の彼氏がいる。
池内 葉月（いけうち はづき）
裁判員。派遣のアルバイトをしており、仕事には無気力。製作者曰く登場人物の中で最もスタイルがいいとされる巨乳の美女。
呉 佐和子（くれ さわこ）
証人であり篠原の元妻。かつてはレースクイーンをしていた美女だったが（おまけモードの中で当時の姿を見ることができる）、篠原との結婚生活が原因でめっきり太ってしまい、夫婦仲も険悪になり離婚した。
立石 亜弓（たていし あゆみ）
篠原の恋人で女子高校生。原宿のカフェで知り合ったことがきっかけで交際している。普段は金髪縦ロールの派手な格好をしているが、裁判の際には篠原の命令で黒髪ストレートに制服姿で参加している。
後藤 広務（ごとう ひろむ）
検察側証人であり強面のヤクザ。密輸取引の事前の打ち合わせで、見張りを担当していた。犯人の顔は見ていないらしい。

### 第三話の登場人物
久宝寺 千鶴子（くほうじ ちづこ）
被告人。ビターヤ政府軍の兵士を率いて日本とビターヤの間に戦争を引き起こそうとしたとされ外患誘致罪で起訴される。
共産主義者であるが、赤軍とは袂を分かち独自に行動している。「日本は外国の力なしに変われない」と主張しており、外国を利用した国家転覆を目論んだ。夫はビターヤの軍人であり、政略目的ではなく互いに愛し合って結婚したらしい。
小林 房江/Fukko（こばやし ふさえ/ふっこ）
裁判員。若者に人気のシンガーソングライター。霊感が強く、五條の存在を知覚したために同意の上で憑依されることになる。
独特の死生観を持ち、生への執着が非常に薄い。
春里 望（はるさと のぞみ）
裁判員。大学生で、五條の生前の恋人。五條の死に関しては少しずつ受け入れつつあるようだが、心のどこかで引きずっているらしい。Fukkoに憑依した五條と話す中で時折その存在を自覚するが、霊感は全くない。
別当の悩みについて驚くほど的確なアドバイスを送るなど、他人の痛みがわかる人物。
五條の事件については納得しておらず、第五話では勝呂の裁判を傍聴に来ている。
仲本 淑子（なかもと としこ）
裁判員。死刑廃止を訴えるNGO「なくしたもののひかり」代表。有罪＝死刑となる今回の裁判においても、一度無罪判決を出して裁判をやり直すべきだと強く主張する。
過去に殺人事件に遭遇しており、死刑廃止団体を作り上げた理由は自らの両親を殺害した犯人が何の謝罪もなく刑死したことが許せなかったから。
第五話でも登場し、傍聴が困難な勝呂の裁判において自らのNGOを動かし、望が傍聴できるように働きかけている。
藤波 志加三（ふじなみ しかぞう）
裁判員。熱血で知られる中学校教師で、担当教科は歴史。生徒からのあだ名は「シカゾー」。
別当 鈴夜（べっとう れいや）
裁判員。端正な顔立ちのホストであるが、その仕事を通じて女性を嫌悪するようになっていた。しかし裁判で久宝寺に一目惚れしてしまい、彼女を犠牲にして死刑判決を出していいのかと葛藤する。
彼の悩みは上記の通り非常に真面目な悩みなのだが、その言動が何かと奇怪なため裁判では明らかに独り浮いている。
楓 兵衛門（かえで ひょうえもん）
裁判員。元職業軍人であり太平洋戦争末期に召集された特攻隊の一員だったが、出撃を間近に控えたときに終戦を迎えたため生き残った。現在は早稲田で定食屋を営む。
軍での経験から今回の事件においても様々な面で豊富な知識を披露する。
アハメド＝ラーゼム
未成年のビターヤ共和国の若き軍人。久宝寺と共に作戦に参加した兵士たちの中で唯一生き残った。久宝寺に陰ながら恋心を抱いていたが、上司の妻というその立場からそれを忠誠心に変換していた。
遠沢 乙女（とおさわ おとめ）
共産主義団体の一員。過激派の急先鋒として様々な事件を引き起こし逮捕され、既に死刑が確定している。久宝寺を崇拝しており、彼女の無罪判決のためにある行動を起こす。

### 第四話の登場人物
神田 敬太郎（かんだ けいたろう）
被告人。複合機で1万円札を201枚コピーしたことから、通貨偽造の罪で起訴される。公判に入った直後、否認を始める。
感情的になりやすく、その為に犯した罪は前科5犯。
吟遊亭 酒楽（ぎんゆうてい しゅらく）
裁判員。本名は関口富士男（せきぐち ふじお）。日曜夕方の大喜利番組の司会を務めている落語家。霊感が強く、五條やヤマヤマの存在にいち早く気がつく。
里見 秀之（さとみ ひでゆき）
裁判員。司法浪人生で、現在はフリーター。ヤマヤマからは「若ハゲ王子」と呼ばれる。
服部 紗仁阿（はっとり さにあ）
裁判員。日本人とインド人のハーフ。五條と同じ大学に通っている。
平泉 真梨子（ひらいずみ まりこ）
裁判員。主婦。2度裁判員の選任手続きで落選している。
森村 雅子（もりむら まさこ）
裁判員。財団法人の顧問を務めている。以前は旧大蔵省の役人でもあった。かなりの毒舌家で、被告人の事を有罪と決めつけ、「クズ」呼ばわりする。
俵頭 光（ひょうどう ひかる）
警察官。神田を逮捕し、取り調べを行った。
A（えー）
女子中学生。神田の作った偽札を拾い、洋服屋で買い物しようとしたところを補導されたと証言。本人の希望により、裁判中の本名の告知は無し。ただし、神田が「愛」と呼びかけている。
穂積（ほづみ）
裁判員。女子大生。1日目の審理終了後、急性盲腸炎で倒れる。そのため、勝呂が補充裁判員として裁判に参加することになる。

### 第五話の登場人物
新藤 亮太（しんどう りょうた）
裁判員。ニート。五條達の姿を認識できるため、霊感は強い。最初は五條を自分の体に憑依させることを断るが、評議に入り説得の自信がなくなったことから、最終的には同意する。
裁判を通して町城安里のことを好きになり、水族館へのデートに誘う。
渡辺 万物（わたなべ ばんぶつ）
裁判員。歌舞伎町でラーメン屋「いけメン」を経営。審理日程が延び、店に入れなくなることを嘆く。
古田 雷全（ふるた らいぜん）
裁判員。剣術家。霊感はゼロだが、五條の憑依後の新藤の気配の変化には気づいた。
水島 真子（みずしま まこ）
裁判員。職業を聞かれた際、花嫁修業中とお茶を濁すが、本職は精神科医。意見を求められるのが面倒という理由で隠していたが、裁判が進むにつれ勝呂の内面に興味を持ち、積極的に質問を重ねる。
是原 素美（これはら もとみ）
裁判員。主婦で夫とともに農業に営む傍ら、副業として翻訳をしている。そのため、言葉の微妙な言い回しに敏感。
伊織 京（いおり けい）
殺害された少女の母親。遺族参加型裁判として法廷に出廷するが、勝呂の死刑は求めていないと発言する。
五十嵐 蓮（いがらし れん）
警察官。殺害現場にいた勝呂に任意同行を求めた。
桧山 小金（ひやま こがね）
勝呂の中学校時代の担任教師。担当教科は英語。
峰 大助（みね だいすけ）
勝呂の中学校時代の同級生。勝呂の事を尊敬し、慕っている。
茂木 雅志（もてぎ まさし）
勝呂の高校時代の同級生。事件当時、プラムを食べにこないかと勝呂を事件現場近くの自宅に招いたと証言。

### その他の人物
冬柴 椿（ふゆしば つばき）
Webオリジナルストーリーのみ登場する。猫耳パーカーと猫のぬいぐるみを抱えた幽霊の女の子。
キャンドラ
Webオリジナルストーリーのみ登場する。ヤマヤマ4号と同じくあの世の廷吏。ボールギャグなどの拘束具を身に付けたアヒルの姿をしている。成仏させる為なら強引な手も使う。

## スタッフ
- 遠藤正二朗（監督・脚本）
- 上田メタヲ（キャラクターデザイン）